# Ramphotyphlops bicolor
Ramphotyphlops bicolor е вид змия от семейство Червейници (Typhlopidae). Видът не е застрашен от изчезване.

## Разпространение и местообитание
Разпространен е в Австралия (Виктория, Западна Австралия, Нов Южен Уелс и Южна Австралия).
Обитава пустинни области, склонове и храсталаци.